# Jacques-Germain Soufflot

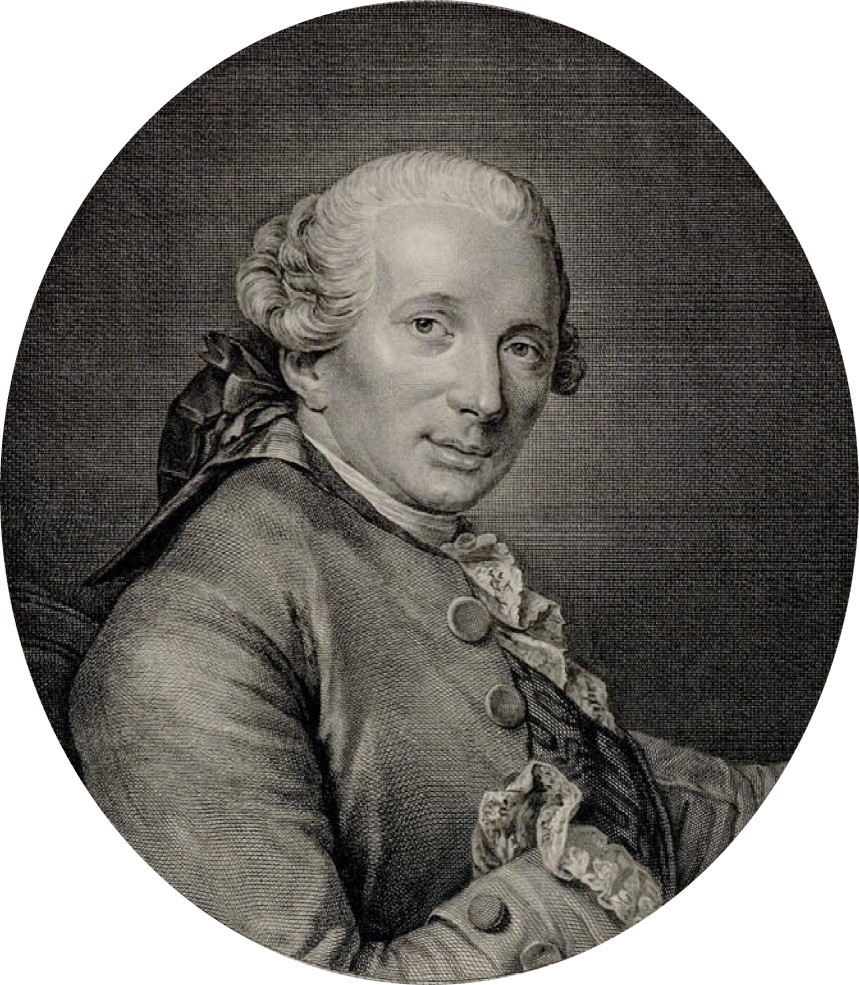
Jacques Germain Soufflot

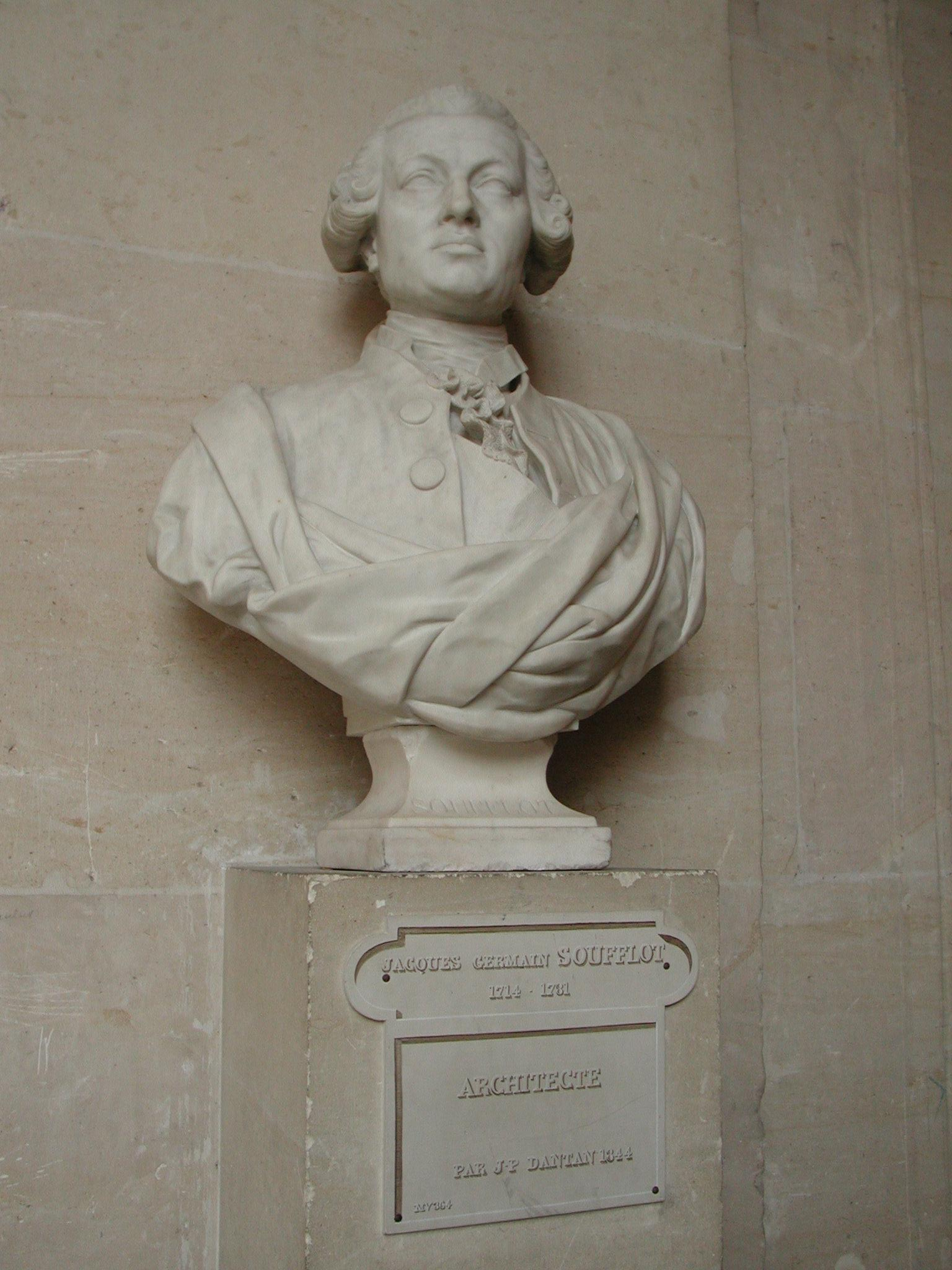
Büste von Jacques Germain Soufflot

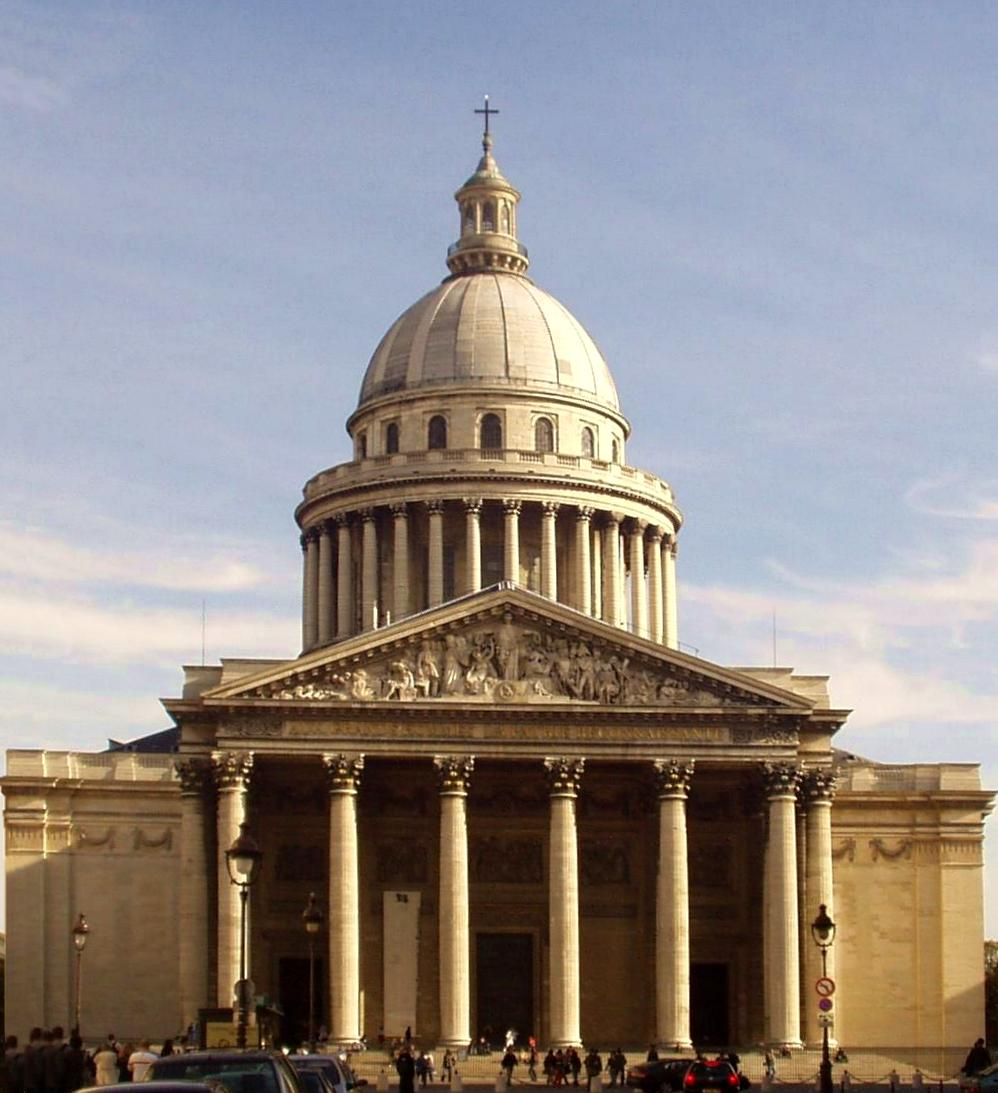
Das Panthéon in Paris

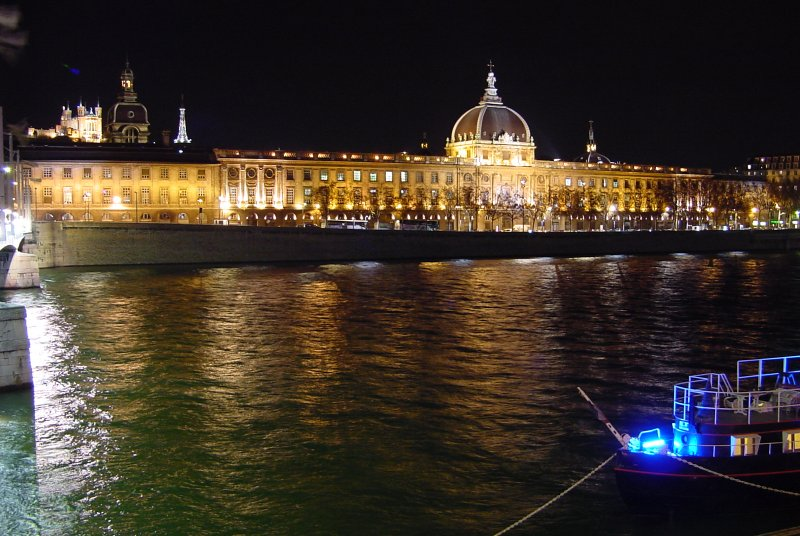
Hôtel-Dieu in Lyon

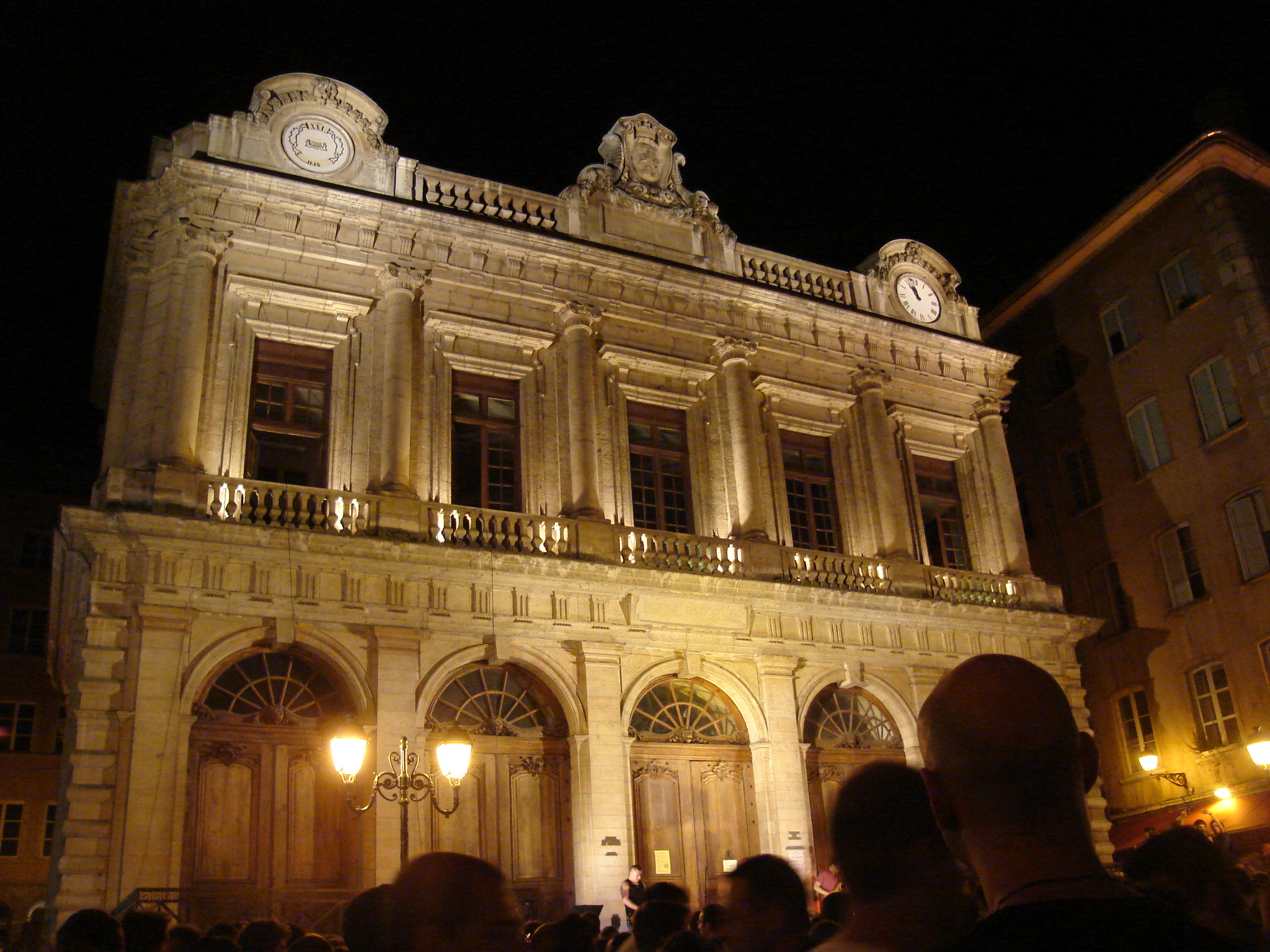
Temple du Change

Jacques-Germain Soufflot (* 22. Juli 1713 in Irancy bei Auxerre; † 29. August 1780 in Paris; manchmal Soufflet geschrieben) war ein französischer Architekt.

## Leben
Soufflot studierte in Rom, erbaute dann in Lyon das Hospital und ging 1750 zum zweiten Mal nach Italien. Nach seiner Rückkehr begann er sein Hauptwerk, die Kirche Ste-Geneviève de Paris (jetzt Panthéon), deren Kuppel zu den bekanntesten der Welt gehört. Er erbaute auch die Sakristei und die Schatzkammer von Notre Dame in Paris.
Soufflot starb fünf Wochen nach seinem 67. Geburtstag am 29. August 1780 in Paris und fand dort auch seine letzte Ruhestätte. Sein Leichnam wurde 1829 in das Panthéon überführt.

## Rezeption
Soufflots Vortrag zur Architektur der Gotik von 1741 läutete die Rehabilitierung der mittelalterlichen Baukunst in Frankreich und wenig später auch in Deutschland ein.

## Einige Schüler
- Maximilien Brébion
- Jean-Baptiste Rondelet
- Jean-Antoine Morand
- Barthélemy Jeanson
- Melchior Munet

## Werk (Auswahl)
- 1736–1750: Vergrößerung der Kirche Saint-Bruno-des-Chartreuse in Lyon
- 1741–1748: Fassade des „Hôtel-Dieu“ in Lyon
- 1747–1750: Umbau des „Temple du Change“ oder „Loge des Changes“ in Lyon
- 1754–1756: Theater des Quartier Saint-Clair in Lyon
- 1757–1790: Kirche Sainte-Geneviève (heute: Panthéon (Paris)), Paris. Erst nach dem Tode Soufflots vollendet.
- 1764: Umbau des Schlosses von Menars (Département Loir-et-Cher) für Abel François Poisson de Vandières, Marquis de Marigny, Bruder der Madame de Pompadour.
- 1765: Umbau des Palais Bourbon in Paris
- 1768–1771: „Hôtel Marigny“, Paris, für den Marquis de Marigny. Zerstört.
- 1766–1775: Teil des „Hôtel de la Marine“, Paris, Place de la Concorde
- 1771–1783: École de Droit (heute: Rechtswissenschaftliche Fakultät), Paris. Nach Soufflots Plänen erst nach seinem Tode vollendet. Nach denselben Plänen entstand später das benachbarte Bürgermeisteramt des 12. Bezirks (5. Arrondissement seit 1860). Die Straße, welche die beiden Gebäude voneinander trennt, trägt den Namen Soufflots.
- 1775: Fontaine de la Croix-du-Tahoir, Paris (in Zusammenarbeit mit Louis-Simon Boizot)
- 1777: Nymphäum für das Schloss „La Faisanderie“ in Chatou